# Irene García
Irene García Garrido (ur. 11 stycznia 1990) – hiszpańska zapaśniczka walcząca w stylu wolnym. Zajęła czternaste miejsce na mistrzostwach świata w 2013. Piąta na mistrzostwach Europy w 2013. Brązowa medalistka igrzysk śródziemnomorskich w 2013. Wicemistrzyni śródziemnomorska w 2012. Trzecia na ME juniorów w 2010. Dwunasta na Uniwersjadzie w 2013, jako zawodniczka Uniwersytetu Complutense w Madrycie.